# Streets of Ghost Town
La Strade di Ghost Town è un film del 1950 diretto da Ray Nazarro.
È un western statunitense con Charles Starrett, George Chesebro, Mary Ellen Kay e, Stanley Andrews. Fa parte della serie di film western della Columbia incentrati sul personaggio di Durango Kid.

## Produzione
Il film, diretto da Ray Nazarro su una sceneggiatura di Barry Shipman, fu prodotto da Colbert Clark per la Columbia Pictures e girato nell'Iverson Ranch a Chatsworth, Los Angeles, California, dal 7 al 13 marzo 1950.

## Distribuzione
Il film fu distribuito negli Stati Uniti dal 3 agosto 1950 al cinema dalla Columbia Pictures. È stato distribuito anche in Brasile con il titolo A Caverna do Diabo.

## Promozione
La tagline è: Starrett's Six-Guns Scatter Spooks... while Smiley's songs spread fun!.